# Barney Ross
Barney Ross est un boxeur américain né le 23 décembre 1909 et mort le 18 janvier 1967 à Chicago.

## Carrière
Vainqueur en amateur des Golden Gloves dans la catégorie poids plumes en 1929, il a été champion du monde de boxe professionnelle dans 3 catégories de poids différentes (légers, super-légers, welters) et un héros de la Seconde Guerre mondiale. À 32 ans en 1941, 3 ans après sa retraite sportive il s'engage dans l'armée US et combat contre les forces nippones. Lors d'un de ses combats, il est grièvement blessé après avoir  sauvé la vie de son commandant. De retour aux États-Unis, il profite de sa popularité pour se joindre au combat des juifs américains pour sauver la vie de leurs frères en Europe.

## Distinctions
- Barney Ross est élu boxeur de l'année en 1934 et 1935 par Ring Magazine.
- Ross - McLarnin est élu combat de l'année en 1934.
- Il est membre de l'International Boxing Hall of Fame depuis sa création en 1990[3].
- Silver star